# 21561 Masterman
A 21561 Masterman (ideiglenes jelöléssel 1998 QR93) a Naprendszer kisbolygóövében található aszteroida. A LINEAR projekt keretében fedezték fel 1998. augusztus 28-án.